# CMS (empresa)
CMS es una firma de abogados internacional, que ofrece servicios de asesoramiento jurídico y fiscal. Asesora a empresas y organizaciones en una amplia variedad de cuestiones legales. CMS está formado por 18 bufetes formalmente independientes y tiene alrededor de 80 oficinas en todo el mundo.

## Historia
En 1999, seis sociedades europeas con 1400 abogados y una facturación de unos 500 millones de marcos se fusionaron para formar CMS. Bajo la marca CMS, que en un principio desató críticas, surgió una “asociación de asociaciones”. Las sociedades participantes conservaron su nombre original. Asimismo, se fundó una sociedad de servicios conjunta para prestar servicios administrativos e informáticos a los miembros de CMS.
En un principio CMS estaba formado por firmas de abogados de Alemania, Países Bajos, Austria y el Reino Unido, entre otros. A lo largo de los años 2000 se fueron sumando otros despachos de abogados de Francia, Italia, Mónaco, Suiza y España, así como de otros países. En 2008, la firma inauguró su primera oficina conjunta en Rusia. La fusión de CMS Cameron McKenna con Nabarro y Olswang amplió de nuevo la fusión empresarial en 2016. La facturación total de CMS se situó por primera vez en torno a los mil millones de euros. Actualmente CMS también cuenta con oficinas en América Latina y África.
CMS ha implementado recientemente una estrategia para impulsar una mayor integración de las sociedades participantes.

## Estructura empresarial
CMS coordina las actividades de las sociedades participantes a través de CMS Legal Services EEIG, una agrupación europea de interés económico. En sus inicios, la entidad se ocupaba de tareas administrativas, y gradualmente fue asumiendo otras actividades, por ejemplo, en marketing. CMS Legal Services no asesora a clientes. Su financiación procede de aportaciones de la facturación de los bufetes participantes, que siguen siendo jurídicamente independientes.
La asamblea general (CMS Council) actúa como máximo órgano de CMS. Este se reúne por lo menos dos veces al año y decide sobre los presupuestos y la admisión de nuevos miembros. Además, existe un Comité Ejecutivo, que se ocupa de cuestiones estratégicas, así como del nombramiento y control de la gestión. Cada sociedad participante puede nombrar a representantes del Comité.
La gestión cotidiana de CMS corre a cargo del equipo ejecutivo formado por tres miembros: Pierre-Sébastien Thill (presidente ejecutivo), Duncan Weston (socio ejecutivo) y Isabel Scholes (director ejecutivo).

## Sedes
Actualmente CMS está constituido por 18 firmas miembro con sedes centrales en once países europeos, cuatro sudamericanos y dos africanos. Junto a la actividad en sus países de origen, las sociedades participantes actúan en otros países a través de sucursales, filiales y despachos asociados, así como oficinas y representaciones.
Miembros
- CMS Albiñana & Suárez de Lezo (España)
- CMS Adonnino Ascoli & Cavasola Scamoni (Italia)
- CMS Cameron McKenna Nabarro Olswang (Reino Unido)
- CMS Carey & Allende (Chile)
- CMS Daly Inamdar (Kenia)
- CMS DeBacker (Bélgica)
- CMS Derks Star Busmann (Países Bajos)
- CMS Francis Lefebvre (Francia)
- CMS Grau (Perú)
- CMS Hasche Sigle (Alemania)
- CMS Kluge (Noruega)
- CMS Pasquier Ciulla Marquet & Pastor (Mónaco)
- CMS Reich-Rohrwig Hainz (Austria)
- CMS RM Partners (Sudáfrica)
- CMS Rodríguez-Azuero (Colombia)
- CMS Rui Pena & Arnaut (Portugal)
- CMS von Erlach Poncet (Suiza)
- CMS Woodhouse Lorente Ludlow (México).

## Servicios
CMS sigue una estrategia de servicio integral (“full service”), asesorando a empresas de todo tamaño y de todo el mundo en materia legal y fiscal. Entre sus principales áreas de práctica se hallan el derecho de sociedades, el derecho de mercado de capitales, derecho fiscal, derecho de contratación pública, derecho de competencia y derecho laboral.